# Zárolás Feloldva
A Zárolás feloldva a magyar rapper Krúbi első középlemeze. 2019. február 18-án jelent meg az Universal Music Hungary kiadó által. A dalszövegek nagy részét Krúbi írta, de az „Üzenetek”-nél segített neki Tirpa illetve AZA. A középlemez producere Seaside. Krúbi kevesebb, mint egy héttel a megjelenése előtt jelentette be a lemezt az Instagram oldalán.

## Háttere
Krúbi egy podcast műsorban elmondta, hogy erre a lemezre azokat a zenéket tette, ami a közelgő Ösztönlény albumára nem illene. A középlemez összes számához készült videóklip.

## Az album dalai
| 1.    | Jegyzetek   | 2:45 |
| 2.    | Üzenetek    | 4:30 |
| 3.    | Értesítések | 2:48 |
| 4.    | Lenémítva   | 4:29 |
| 13:52 |             |      |